# وانگ تائو (بازیکن تنیس روی میز)
وانگ تائو (انگلیسی: Wang Tao؛ زادهٔ ۱۳ دسامبر ۱۹۶۷) یک بازیکن تنیس روی میز اهل جمهوری خلق چین است او بازیکن بازنشسته تنیس روی میز چینی ، سرمربی فعلی باشگاه بای گونگ شانگ در سوپرلیگ تنیس روی میز چین و عضو کمیته المپیک چین است. 
وی در مسابقات کشوری و بین‌المللی در مجموع برنده ۹ مدال طلا، ۴ مدال نقره، ۱ مدال برنز شده‌است.